# Сезар (кінопремія, 2001)
26-та церемонія вручення нагород премії «Сезар» Академії мистецтв та технологій кінематографа за заслуги у царині французького кінематографу за 2000 рік відбулася 24 лютого 2001 року в Театр Єлисейських полів (Париж, Франція). 
Церемонія проходила під головуванням Даніеля Отея, розпорядником та ведучим виступив французький актор, режисер, сценарист та продюсер Едуар Баер. Найкращим фільмом визнано стрічку На чужий смак режисерки Аньєс Жауї.

## Статистика
Фільми, що отримали декілька номінацій:
| Фільм                                                                      | Номінації | Перемоги |
| -------------------------------------------------------------------------- | --------- | -------- |
| • Гаррі — друг, який бажає вам добра / Harry, un ami qui vous veut du bien | 9         | 4        |
| • На чужий смак / Le Goût des autres                                       | 9         | 4        |
| • Доньки короля / Saint-Cyr                                                | 8         | 1        |
| • Багряні ріки / Les Rivières Pourpres                                     | 5         | —        |
| • Справа смаку / Une affaire de goût                                       | 5         | —        |
| • Сентиментальні долі / Les Destinées sentimentales                        | 4         | —        |
| • Убивчі рани / Les Blessures assassines                                   | 4         | 1        |
| • Король танцює / Le Roi danse                                             | 3         | —        |
| • Ватель / Vatel                                                           | 2         | —        |
| • Вдова з острова Сен-П'єр / Veuve de Saint-Pierre                         | 2         | —        |
| • Дублер / Stand-by                                                        | 2         | 1        |
| • Змішання жанрів / La Confusion des genres                                | 2         | —        |

## Список лауреатів та номінантів
★Переможців виділено окремим кольором.

### Основні категорії
| Категорії                                       | Лауреати та номінанти                                                                              | Лауреати та номінанти                                                                             | Лауреати та номінанти                                                                             |
| ----------------------------------------------- | -------------------------------------------------------------------------------------------------- | ------------------------------------------------------------------------------------------------- | ------------------------------------------------------------------------------------------------- |
| Найкращий фільм                                 | ★ На чужий смак / Le Goût des autres (реж.: Аньєс Жауї)                                            | ★ На чужий смак / Le Goût des autres (реж.: Аньєс Жауї)                                           | ★ На чужий смак / Le Goût des autres (реж.: Аньєс Жауї)                                           |
| Найкращий фільм                                 | • Гаррі — друг, який бажає вам добра / Harry, un ami qui vous veut du bien (реж.: Домінік Молль)   |                                                                                                   |                                                                                                   |
| Найкращий фільм                                 | • Убивчі рани (реж.: Жан-П'єр Дені)                                                                |                                                                                                   |                                                                                                   |
| Найкращий фільм                                 | • Доньки короля (реж.: Патрисія Мазюї)                                                             |                                                                                                   |                                                                                                   |
| Найкращий фільм                                 | • Справа смаку / Une affaire de goût (реж.: Бернар Рапп (Bernard Rapp))                            |                                                                                                   |                                                                                                   |
| Найкраща режисерська робота                     | | ★ Домінік Молль за фільм «Гаррі — друг, який бажає вам добра»                                     | ★ Домінік Молль за фільм «Гаррі — друг, який бажає вам добра»                                     |
| Найкраща режисерська робота                     | • Аньєс Жауї — «На чужий смак»                                                                     |                                                                                                   |                                                                                                   |
| Найкраща режисерська робота                     | • Жан-П'єр Дені (Jean-Pierre Denis (cinéaste)) — «Убивчі рани»                                     |                                                                                                   |                                                                                                   |
| Найкраща режисерська робота                     | • Матьє Кассовітц — «Багряні ріки»                                                                 |                                                                                                   |                                                                                                   |
| Найкраща режисерська робота                     | • Патрисія Мазюї (Patricia Mazuy) — «Доньки короля»                                                |                                                                                                   |                                                                                                   |
| Найкращий актор                                 | | ★ Сержі Лопес — «Гаррі — друг, який бажає вам добра» (за роль Гаррі)                              | ★ Сержі Лопес — «Гаррі — друг, який бажає вам добра» (за роль Гаррі)                              |
| Найкращий актор                                 | • Жан-П'єр Бакрі — «На чужий смак» (за роль Жана-Жака Кастеллі)                                    |                                                                                                   |                                                                                                   |
| Найкращий актор                                 | • Шарль Берлінґ — «Сентиментальні долі» (за роль Жана Барнері)                                     |                                                                                                   |                                                                                                   |
| Найкращий актор                                 | • Бернар Жиродо — «Справа смаку» (за роль Фредеріка Деламона)                                      |                                                                                                   |                                                                                                   |
| Найкращий актор                                 | • Паскаль Ґреґґорі — «Змішання жанрів» (La Confusion des genres) (за роль Алена Бомана)            |                                                                                                   |                                                                                                   |
| Найкраща акторка                                | | ★ Домінік Блан — «Дублер» (Stand-by) (за роль Елен)                                               | ★ Домінік Блан — «Дублер» (Stand-by) (за роль Елен)                                               |
| Найкраща акторка                                | • Еммануель Беар — «Сентиментальні долі» (за роль Поліни Поммерель)                                |                                                                                                   |                                                                                                   |
| Найкраща акторка                                | • Жульєт Бінош — «Вдова з острова Сен-П'єр» (La Veuve de Saint-Pierre) (за роль Паулін (мадам Ла)) |                                                                                                   |                                                                                                   |
| Найкраща акторка                                | • Ізабель Юппер — «Доньки короля» (за роль мадам де Ментенон)                                      |                                                                                                   |                                                                                                   |
| Найкраща акторка                                | • Мюріель Робін — «У пошуках щастя» (Marie-Line) (за роль Марі-Лін)                                |                                                                                                   |                                                                                                   |
| Найкращий актор другого плану                   | | ★ Жерар Ланвен — «На чужий смак» (за роль Франка Морено)                                          | ★ Жерар Ланвен — «На чужий смак» (за роль Франка Морено)                                          |
| Найкращий актор другого плану                   | • Ален Шаба — «На чужий смак» (за роль Брюно Дешама)                                               |                                                                                                   |                                                                                                   |
| Найкращий актор другого плану                   | • Жан-П'єр Кальфон (Jean-Pierre Kalfon) — «Доньки короля» (за роль Людовіка XIV)                   |                                                                                                   |                                                                                                   |
| Найкращий актор другого плану                   | • Емир Кустуриця — «Вдова з острова Сен-П'єр» (за роль Ніла Огюста)                                |                                                                                                   |                                                                                                   |
| Найкращий актор другого плану                   | • Ламбер Вільсон — «Світські леви» (Jet Set (film)) (за роль Артюса де Поліньяка)                  |                                                                                                   |                                                                                                   |
| Найкраща акторка другого плану                  | | ★ Анн Альваро — «На чужий смак» (за роль Клари Дево)                                              | ★ Анн Альваро — «На чужий смак» (за роль Клари Дево)                                              |
| Найкраща акторка другого плану                  | • Жанна Балібар — «Ваш вибір, мадам» (Ça ira mieux demain) (за роль Елізабет)                      |                                                                                                   |                                                                                                   |
| Найкраща акторка другого плану                  | • Аньєс Жауї — «На чужий смак» (за роль Мані)                                                      |                                                                                                   |                                                                                                   |
| Найкраща акторка другого плану                  | • Матильда Сеньє — «Гаррі — друг, який бажає вам добра» (за роль Клер)                             |                                                                                                   |                                                                                                   |
| Найкраща акторка другого плану                  | • Флоранс Томассен (Florence Thomassin) — «Справа смаку» (за роль Беатріс)                         |                                                                                                   |                                                                                                   |
| Найперспективніший актор                        | | ★ Джаліль Леспер — «Людські ресурси» (Ressources humaines (film))                                 | ★ Джаліль Леспер — «Людські ресурси» (Ressources humaines (film))                                 |
| Найперспективніший актор                        | • Жан-П'єр Лорі (Jean-Pierre Lorit) — «Справа смаку»                                               |                                                                                                   |                                                                                                   |
| Найперспективніший актор                        | • Борис Терраль (Boris Terral) — «Король танцює» (за роль Жана Батіста Люллі)                      |                                                                                                   |                                                                                                   |
| Найперспективніший актор                        | • Сиріл Тувенін (Cyrille Thouvenin) — «Змішання жанрів»                                            |                                                                                                   |                                                                                                   |
| Найперспективніший актор                        | • Малік Зіді — «Краплі дощу на розжарених скелях»                                                  |                                                                                                   |                                                                                                   |
| Найперспективніша акторка                       | | ★ Сільвія Тестю — «Убивчі рани»                                                                   | ★ Сільвія Тестю — «Убивчі рани»                                                                   |
| Найперспективніша акторка                       | • Береніс Бежо — «Мрія усіх жінок» (Meilleur Espoir féminin)                                       |                                                                                                   |                                                                                                   |
| Найперспективніша акторка                       | • Софі Ґіймо (Sophie Guillemin) — «Гаррі — друг, який бажає вам добра»                             |                                                                                                   |                                                                                                   |
| Найперспективніша акторка                       | • Ізільд Ле Беско — «Сад»                                                                          |                                                                                                   |                                                                                                   |
| Найперспективніша акторка                       | • Жулі-Марі Парментьє (Julie-Marie Parmentier) — «Убивчі рани»                                     |                                                                                                   |                                                                                                   |
| Найкращий оригінальний або адаптований сценарій | Жан-П'єр Бакрі                                                                                     | ★ Жан-П'єр Бакрі та Аньєс Жауї — На чужий смак                                                    | Аньєс Жауї                                                                                        |
| Найкращий оригінальний або адаптований сценарій | Жан-П'єр Бакрі                                                                                     | • Жиль Маршан та Домінік Молль — «Гаррі — друг, який бажає вам добра»                             | Аньєс Жауї                                                                                        |
| Найкращий оригінальний або адаптований сценарій | Жан-П'єр Бакрі                                                                                     | • Лоран Канте та Жиль Маршан — «Людські ресурси»                                                  | Аньєс Жауї                                                                                        |
| Найкращий оригінальний або адаптований сценарій | Жан-П'єр Бакрі                                                                                     | • Патрисія Мазюї та Ів Тома (Yves Thomas) — «Доньки короля»                                       | Аньєс Жауї                                                                                        |
| Найкращий оригінальний або адаптований сценарій | Жан-П'єр Бакрі                                                                                     | • Бернар Рапп та Жиль Торан (Gilles Taurand) — «Справа смаку»                                     | Аньєс Жауї                                                                                        |
| Найкраща музика до фільму                       | | ★ Шейх Ахмад Аль-Туні (Cheikh Ahmad Al-Tûni), La Caita, Тоні Ґатліф та Томатіто — «Я йду» (Vengo) | ★ Шейх Ахмад Аль-Туні (Cheikh Ahmad Al-Tûni), La Caita, Тоні Ґатліф та Томатіто — «Я йду» (Vengo) |
| Найкраща музика до фільму                       | • Девід Сінклер Вітейкер (David Whitaker (composer)) — «Гаррі — друг, який бажає вам добра»        |                                                                                                   |                                                                                                   |
| Найкраща музика до фільму                       | • Брюно Куле — «Багряні ріки»                                                                      |                                                                                                   |                                                                                                   |
| Найкраща музика до фільму                       | • Джон Кейл — «Доньки короля»                                                                      |                                                                                                   |                                                                                                   |
| Найкращий монтаж                                | ★Яннік Керґоа — «Гаррі — друг, який бажає вам добра»                                               | ★Яннік Керґоа — «Гаррі — друг, який бажає вам добра»                                              | ★Яннік Керґоа — «Гаррі — друг, який бажає вам добра»                                              |
| Найкращий монтаж                                | • Ерве Де Люс (Hervé de Luze) — «На чужий смак»                                                    |                                                                                                   |                                                                                                   |
| Найкращий монтаж                                | • Марилін Монтьє — «Багряні ріки»                                                                  |                                                                                                   |                                                                                                   |
| Найкраща операторська робота                    | ★ Аньєс Годар — «Красива робота»                                                                   | ★ Аньєс Годар — «Красива робота»                                                                  | ★ Аньєс Годар — «Красива робота»                                                                  |
| Найкраща операторська робота                    | • Ерік Готьє — «Сентиментальні долі»                                                               |                                                                                                   |                                                                                                   |
| Найкраща операторська робота                    | • Тьєррі Арбоґаст — «Багряні ріки»                                                                 |                                                                                                   |                                                                                                   |
| Найкращі декорації                              | ★ Жан Рабасс (Jean Rabasse) — «Ватель»                                                             | ★ Жан Рабасс (Jean Rabasse) — «Ватель»                                                            | ★ Жан Рабасс (Jean Rabasse) — «Ватель»                                                            |
| Найкращі декорації                              | • Катя Вишкоп — «Сентиментальні долі»                                                              |                                                                                                   |                                                                                                   |
| Найкращі декорації                              | • Тьєррі Франсуа (Thierry François) — «Доньки короля»                                              |                                                                                                   |                                                                                                   |
| Найкращі костюми                                | ★ Едіт Весперіні та Жан-Даніель Віллермоц — «Доньки короля»                                        | ★ Едіт Весперіні та Жан-Даніель Віллермоц — «Доньки короля»                                       | ★ Едіт Весперіні та Жан-Даніель Віллермоц — «Доньки короля»                                       |
| Найкращі костюми                                | • Олів'є Беріо — «Король танцює»                                                                   |                                                                                                   |                                                                                                   |
| Найкращі костюми                                | • Івонн Сассіно де Нель (Yvonne Sassinot de Nesle) — «Ватель»                                      |                                                                                                   |                                                                                                   |
| Найкращий звук                                  | ★ Жерар Арді, Жерар Ламп (Gérard Lamps) та Франсуа Морель — «Гаррі — друг, який бажає вам добра»   | ★ Жерар Арді, Жерар Ламп (Gérard Lamps) та Франсуа Морель — «Гаррі — друг, який бажає вам добра»  | ★ Жерар Арді, Жерар Ламп (Gérard Lamps) та Франсуа Морель — «Гаррі — друг, який бажає вам добра»  |
| Найкращий звук                                  | • Домінік Далмассо та Анрі Морелль — «Король танцює»                                               |                                                                                                   |                                                                                                   |
| Найкращий звук                                  | • Сиріл Гольц та Венсан Туллі — «Багряні ріки»                                                     |                                                                                                   |                                                                                                   |
| Найкращий дебютний фільм                        | ★ «Людські ресурси» — реж.: Лоран Канте                                                            | ★ «Людські ресурси» — реж.: Лоран Канте                                                           | ★ «Людські ресурси» — реж.: Лоран Канте                                                           |
| Найкращий дебютний фільм                        | • «Виск» () — реж.: Фабріс Женесталь (Fabrice Genestal)                                            |                                                                                                   |                                                                                                   |
| Найкращий дебютний фільм                        | • «Національна сьома» (Nationale 7 (film)) — реж.: Жан-П'єр Сінапі (Jean-Pierre Sinapi)            |                                                                                                   |                                                                                                   |
| Найкращий дебютний фільм                        | • «Місце злочину» (Scènes de crimes) — реж.: Фредерік Шендерфер (Frédéric Schœndœrffer)            |                                                                                                   |                                                                                                   |
| Найкращий дебютний фільм                        | • «Дублер» — реж.: Рош Стефаник                                                                    |                                                                                                   |                                                                                                   |
| Найкращий короткометражний фільм                | ★ Салям / Salam (реж.: Суад Ель-Бухаті)                                                            | ★ Салям / Salam (реж.: Суад Ель-Бухаті)                                                           | ★ Салям / Salam (реж.: Суад Ель-Бухаті)                                                           |
| Найкращий короткометражний фільм                | ★ Маленька святкова атмосфера / Un petit air de fête (реж.: Ерік Ґірадо)                           |                                                                                                   |                                                                                                   |
| Найкращий короткометражний фільм                | • На краю Землі / Au bout du monde (реж.: Костянтин Бронзіт)                                       |                                                                                                   |                                                                                                   |
| Найкращий короткометражний фільм                | • Криниця / Le puits (реж.: Жером Бульбе)                                                          |                                                                                                   |                                                                                                   |
| Найкращий фільм іноземною мовою                 | Гонконг ★ Любовний настрій / 花樣年華 (Гонконг, реж. Вонг Карвай)                                  | Гонконг ★ Любовний настрій / 花樣年華 (Гонконг, реж. Вонг Карвай)                                 | Гонконг ★ Любовний настрій / 花樣年華 (Гонконг, реж. Вонг Карвай)                                 |
| Найкращий фільм іноземною мовою                 | США • Краса по-американськи / American Beauty (США, реж. Сем Мендес)                               |                                                                                                   |                                                                                                   |
| Найкращий фільм іноземною мовою                 | Велика Британія • Біллі Елліот / Billy Elliot (Велика Британія, реж. Стівен Долдрі)                |                                                                                                   |                                                                                                   |
| Найкращий фільм іноземною мовою                 | Данія • Та, що танцює у темряві / Dancer in the Dark (Данія, реж. Ларс фон Трієр)                  |                                                                                                   |                                                                                                   |
| Найкращий фільм іноземною мовою                 | Тайвань • Один і два / Yi Yi (Тайвань, реж. Едвард Янг)                                            |                                                                                                   |                                                                                                   |

### Спеціальні нагороди
| Нагорода         | Лауреати            | Лауреати     |
| ---------------- | ------------------- | ------------ |
| Почесний «Сезар» |                     | ★ Даррі Коул |
| Почесний «Сезар» | ★ Шарлотта Ремплінг |              |
| Почесний «Сезар» | ★ Аньєс Варда       |              |